# エフエムうけん
特定非営利活動法人エフエムうけんは、鹿児島県大島郡宇検村の一部地域を放送区域として超短波放送（FM放送）を行う特定地上基幹放送事業者である。エフエムうけんの愛称でコミュニティ放送を営んでいる。

## 概要
宇検村は市町村防災行政無線（同報系）の老朽化対策の一環として総事業費2,000万円をかけてコミュニティ放送局を設置し、このコミュニティ放送局を運営する特定非営利活動法人としてエフエムうけんが設立された。
2010年（平成22年）開局。コールサインはJOZZ0BL-FM、周波数は76.3MHz、出力は20W。
放送機器の整備・点検等で停波が必要な場合を除き、24時間放送している。
同報無線の置換を目的としたため、村の補助で全世帯に聴取用ラジオが販売された。これは市販のAM/FMラジオで、周波数ラベルが貼付されている。
沿革
- 2009年（平成21年）
  - 5月14日 特定非営利活動法人エフエムうけん設立の認証
  - 10月30日 放送局（現特定地上基幹放送局）の予備免許取得
- 2010年（平成22年）
  - 1月4日 放送開始
- 2012年（平成24年）
  - 4月12日 中継局の免許取得[4]

## 自社制作番組及び番組編成について
2016年（平成28年）5月現在、自社制作番組は、毎週月曜日から金曜日の14時過ぎから約25分程度放送しており、この時は、エフエムせとうち、エフエムたつごうにも、同時放送されている（あまみエフエムでも放送されていたが、2016年4月30日で終了）。
その他の時間帯は、台風等での臨時放送等でない限り、あまみエフエムおよびMBCラジオの中継放送が中心で、更に一部の時間帯では、エフエムせとうち、エフエムたつごう、そして2015年（平成27年）4月1日からは、エフエム鹿児島（μFM）の中継放送も行っている。

ちなみに、自主制作番組は、基本的に村民参加のトーク番組が多い。

## テレビ等での紹介
2010年（平成22年）11月26日、NHK鹿児島のテレビ番組『かごしま大作戦』（翌1月末に九州沖縄ブロックで再放送）で取り上げられ、番組制作の様子や村民への浸透ぶりが放送された。尚、この番組は、奄美豪雨以前に収録されている。